# Питър Петигрю
Питър Петигрю (на английски: Peter Pettigrew), по прякор Опаш (на английски: Wormtail), е литературен герой на английската писателка Джоан Роулинг от нейните книги за Хари Потър.
Питър Петигрю е единственият смъртожаден, който е живял в дом, различен от Слидерин, докато учи в Хогуортс. В Грифиндор е бил близък приятел на Сириус Блек, Джеймс Потър и . След като напуска Хогуортс, се съюзява с Волдемор и в замяна на живота си приема да стане шпионин на Волдемор в Ордена на феникса, на който Петигрю е член. След време предава семейство Потър на Лорд Волдемор, за което обвиняват Сириус Блек. По-късно Хари Потър разбира кой е истинският виновник за смъртта на родителите му.
В „Хари Потър и Огненият бокал“ той жертва ръката си, за да помогне на Волдемор да възвърне тялото си. След като успява, Волдемор му дава в замяна сребърна ръка.
В „Хари Потър и Даровете на Смъртта“ той загива, удушен от металната си ръка в опит да помогне на Хари и приятелите му да избягат от подземието в къщата на семейство Малфои.